# Lucius O'Brien
Pour les articles homonymes, voir O'Brien.
Lucius O'Brien, mort le 13 juillet 1771, est un officier de la Royal Navy. Il sert durant la guerre de Succession d'Autriche et  la guerre de Sept Ans, atteignant le rang de Rear admiral of the White.

## Biographie

### Guerre de Succession d’Autriche (1740 - 1748)
Lucius O'Brien est nommé lieutenant le 14 février 1738 et commander, le 31 mars 1744, le jour même où il reçoit le commandement du Portsmouth, un navire de ravitaillement portant 24 canons.
O'Brien est nommé au grade de captain, le 3 décembre 1745, en même temps qu'il reçoit le commandement du Sheerness (en) ; à bord de ce vaisseau de sixième rang, il capture le Hazard (en), le 25 mars 1746 ; il demeure sur ce navire jusqu'au 12 mai 1746.
Il reçoit ce même mois le commandement de l'Ambuscade (en) qu'il conserve jusqu'en janvier 1747. En 1748, il est à bord du Colchester (en) et de juillet 1749 jusqu'en 1755, sur le pont du Peggy.

### Guerre de Sept Ans (1756 - 1763)
Le 18 mai 1756, l'Aquilon envoyé comme escorte avec la frégate Fidèle, jusqu'à Rochefort aperçoit les navires britanniques le Colchester — dont Lucius O'Brien a repris le commandement en 1756 et jusqu'en juillet 1759 — et le Lyme (en) d'Edward Vernon. L’Aquilon et le Colchester se battent durant sept heures puis se séparent.
En juillet 1759, O'Brien reçoit le commandement de l'Essex. Le vaisseau participe à la bataille des Cardinaux le 20 novembre 1759. Il fait partie de l'escadre blanche, ou arrière-garde, commandée par Francis Geary, contre-amiral de la Bleue, arborant sa marque sur le Resolution commandé par Henry Speke.
Il s'échoue sur le haut-fond du plateau du Four alors qu'il pourchasse le Soleil Royal.
De 1760 à 1762, O'Brien commande le Temple, le Woolwich (en) de mars à décembre 1762, puis l'Essex (en), construit en 1760 après la perte du précédent durant la bataille des Cardinaux, de mai 1763 à 1764.

### Fin de carrière
O'Brien commande encore la frégate Juno de 1764 à juin 1765, le Gibraltar de 1767 à 1768, puis le Solebay (en) jusqu'en 1769.
Il devient rear admiral of the White le 24 octobre 1770.